# Constant Vanden Stock
Constant Vanden Stock (* 13. Juni 1914 in Anderlecht; † 19. April 2008 in Ukkel) war ein belgischer Unternehmer, Fußballspieler und -funktionär. Bekanntheit im Sport erlangte er vor allem als verantwortlicher Manager der belgischen Nationalmannschaft und langjähriger Spieler, Präsident und Ehrenpräsident des RSC Anderlecht.

## Biografie
Schon mit zehn Jahren spielte Vanden Stock in der Jugend des RSC Anderlecht. Mit 14 verließ er die Schule, um im Café und der Brauerei seiner Eltern zu arbeiten. 1932 gelang ihm der Sprung in die erste Mannschaft des RSC, mit dem der Verteidiger 1935 in die Erste Division aufstieg, in der Anderlecht bis heute steht. Noch vor dem Zweiten Weltkrieg wechselte er zum Brüsseler Vorortclub Union Saint-Gilloise, bei dem er 1943 nach fünf Jahren seine aktive Karriere beendete.
Nachdem sein Vater von deutschen Nationalsozialisten in ein Konzentrationslager verschleppt worden war, leitete er die Belle-Vue-Brauerei, die er durch geschickte Investitionen und Übernahme kleinerer Konkurrenten zu einer der umsatzstärksten Belgiens machte. Nach dem Krieg wurde er Präsident beim Vorster Club RCS La Forestoise.
Von 1958 bis 1968 war er Sélectionneur der belgischen Nationalmannschaft. Nach einem Jahr Funktionärstätigkeit beim Club Brügge übernahm er 1971 den Präsidentenposten bei RSC Anderlecht, den er 25 Jahre innehatte. Als er zu seinem Jugendclub zurückkehrte, steckte der in finanziellen Schwierigkeiten; Vanden Stock machte aus dem RSC einen belgischen und europäischen Spitzenclub – in seine Präsidentschaft fallen zehn belgische Meisterschaften, sieben belgische Pokalsiege sowie fünf europäische Titel.
1991 verkaufte er die Brauerei an die Interbrew; als Präsident des RSC Anderlecht löste ihn 1996 sein Sohn Roger ab; er blieb dem Verein jedoch als Ehrenpräsident bis zu seinem Tode mit 93 Jahren erhalten.

## Ehrungen
Das Stadion des RSC Anderlecht wurde 1983 nach ihm benannt.